# Giải Vô địch Trượt băng nghệ thuật Thế giới
Giải Vô địch Trượt băng nghệ thuật Thế giới ("Giải Vô địch Thế giới") là một giải đấu trượt băng nghệ thuật được tổ chức thường niên bởi Liên đoàn Trượt băng Quốc tế (ISU) vào nửa sau mùa giải, thường là vào tháng 3, bao gồm bốn hạng mục chính: Đơn nam, đơn nữ, trượt đôi và khiêu vũ trên băng (ice dance). Trong bộ môn trượt băng nghệ thuật, chức vô địch Giải thế giới được xem là danh giá nhất, chỉ đứng sau Olympic, xếp trên Chung kết Grand Prix, Giải Vô địch châu Âu và Vô địch Bốn châu lục.

## Lịch sử
Liên đoàn Trượt băng Quốc tế tổ chức giải vô địch đầu tiên vào năm 1896 tại Saint Petersburg (Nga). Giải đấu này được biết đến với tên gọi "Giải vô địch của Liên đoàn trượt băng quốc tế", có 4 vận động viên tham dự, nhà vô địch đầu tiên là Gilbert Fuchs.
Năm 1905, giải đấu đầu tiên dành cho nữ giới được tổ chức tại Davos vào năm 1906, người giành chức vô địch là Madge Syers.
Năm 1908, giải đấu vô địch đầu tiên dành cho vận động viên trượt đôi được tổ chức ở Saint Petersburg.
Năm 1924, các giải vô địch hạng mục đơn nữ và trượt đôi được đổi tên thành "Giải vô địch thế giới", thay cho tên gọi "Giải vô địch ISU" trước đó.
Năm 1930, giải vô địch thế giới tại New York lần đầu tiên tổ chức 3 hạng mục đơn nam, đơn nữ và trượt đôi chung một giải đấu.
Năm 1952, giải vô địch thế giới bổ sung thêm hạng mục khiêu vũ trên băng.

## Tiêu chuẩn tham dự
Vận động viên tham gia thi đấu phải được lựa chọn bởi Liên đoàn trượt băng quốc gia thuộc danh sách thành viên của Liên đoàn trượt băng quốc tế. Mỗi nước có tiêu chí tuyển chọn riêng như dựa vào kết quả Giải vô địch quốc gia, thành tích tại một số giải đấu quốc tế nhất định, hoặc dựa vào các yếu tố kỹ thuật đặc thù. Tất cả các vận động viên phải đáp ứng quy định về tuổi và điểm kỹ thuật tối thiểu của Liên đoàn trượt băng quốc tế.

### Giới hạn số lượng vận động viên
Mỗi Liên đoàn trượt băng quốc gia được quyền cử một/một cặp vận động viên tham dự cho mỗi hạng mục. Tùy theo thành tích của năm trước đó mà một số nước có thể được nâng suất dự thi lên hai đến ba.

### Giới hạn tuổi tác
Từ năm 1996, vận động viên phải đủ ít nhất 15 tuổi trước ngày 1 tháng 7 năm liền kề trước năm dự giải.

### Vòng chọn lọc
Sau phần thi ngắn, chỉ có một số lượng vận động viên nhất định trong top đầu được tiếp tục tranh tài ở phần thi tự do.
| Hạng mục           | Số lượng vận động viên được thi tiếp phần thi tự do |
| ------------------ | --------------------------------------------------- |
| Đơn nam/nữ         | 24 người                                            |
| Trượt đôi          | 20 cặp                                              |
| Khiêu vũ trên băng | 24 cặp                                              |

## Vận động viên giành huy chương
M: Đơn nam; F: Đơn nữ; P: Trượt đôi; V: huy chương vàng; B: huy chương bạc; Đ: huy chương đồng
| Năm        | Thành phố đăng cai                             | Đơn nam                                                         | Đơn nữ                                                                     | Trượt đôi | Khiêu vũ trên băng |
| 1896       | St. Petersburg                                 | V: Gilbert Fuchs B: Gustav Hügel Đ: Georg Sanders               | Chưa tổ chức                                                               | Chưa tổ chức | Chưa tổ chức |
| 1897       | Stockholm                                      | V: Gustav Hügel B: Ulrich Salchow Đ: Johan Lefstad              | Chưa tổ chức                                                               | Chưa tổ chức | Chưa tổ chức |
| 1898       | London                                         | V: Henning Grenander B: Gustav Hügel Đ: Gilbert Fuchs           | Chưa tổ chức                                                               | Chưa tổ chức | Chưa tổ chức |
| 1899       | Davos                                          | V: Gustav Hügel B: Ulrich Salchow Đ: Edgar Syers                | Chưa tổ chức                                                               | Chưa tổ chức | Chưa tổ chức |
| 1900       | Davos                                          | V: Gustav Hügel B: Ulrich Salchow Đ: Không có                   | Chưa tổ chức                                                               | Chưa tổ chức | Chưa tổ chức |
| 1901       | Stockholm                                      | V: Ulrich Salchow B: Gilbert Fuchs Đ: Không có                  | Chưa tổ chức                                                               | Chưa tổ chức | Chưa tổ chức |
| 1902       | London                                         | V: Ulrich Salchow B: Madge Syers (nữ giới) Đ: Martin Gordan     | Chưa tổ chức                                                               | Chưa tổ chức | Chưa tổ chức |
| 1903       | St. Petersburg                                 | V: Ulrich Salchow B: Nikolai Panin Kolomenkin Đ: Max Bohatsch   | Chưa tổ chức                                                               | Chưa tổ chức | Chưa tổ chức |
| 1904       | Berlin                                         | V: Ulrich Salchow B: Heinrich Burger Đ: Martin Gordan           | Chưa tổ chức                                                               | Chưa tổ chức | Chưa tổ chức |
| 1905       | Stockholm                                      | V: Ulrich Salchow B: Max Bohatsch Đ: Per Thorén                 | Chưa tổ chức                                                               | Chưa tổ chức | Chưa tổ chức |
| 1906       | Munich (M) Davos (F)                           | V: Gilbert Fuchs B: Heinrich Burger Đ: Bror Meyer               | V: Madge Syers B: Jenny Herz Đ: Lily Kronberge                             | Chưa tổ chức | Chưa tổ chức |
| 1907       | Vienna                                         | V: Ulrich Salchow B: Max Bohatsch Đ: Gilbert Fuchs              | V: Madge Syers B: Jenny Herz Đ: Lily Kronberge                             | Chưa tổ chức | Chưa tổ chức |
| 1908       | Troppau (M, F) St. Petersburg (P)              | V: Ulrich Salchow B: Gilbert Fuchs Đ: Heinrich Burger           | V: Lily Kronberger B: Elsa Rendschmidt Đ: Không có                         | V: Anna Hübler / Heinrich Burger B: Phyllis Johnson / James H. Johnson Đ: Lidia Popova / Alexander L. Fischer           | Chưa tổ chức |
| 1909       | Stockholm (M, P) Budapest (F)                  | V: Ulrich Salchow B: Per Thorén Đ: Ernst Herz                   | V: Lily Kronberger B: Không có Đ: Không có                                 | V: Phyllis Johnson / James H. Johnson B: Valborg Lindahl / Nils Rosenius Đ: Gertrud Ström / Richard Johansson           | Chưa tổ chức |
| 1910       | Davos (M) Berlin (F, P)                        | V: Ulrich Salchow B: Werner Rittberger Đ Andor Szende           | V: Lily Kronberger B: Elsa Rendschmidt Đ: Không có                         | V: Anna Hübler / Heinrich Burger B: Ludowika Eilers / Walter Jakobsson Đ: Phyllis Johnson / James H. Johnson            | Chưa tổ chức |
| 1911       | Berlin (M) Vienna (F, P)                       | V: Ulrich Salchow B: Werner Rittberger Đ: Fritz Kachler         | V: Lily Kronberger B: Opika von Méray Horváth Đ: Ludowika Jakobsson-Eilers | V: Ludowika Eilers / Walter Jakobsson B: Không có Đ: Không có                                                           | Chưa tổ chức |
| 1912       | Manchester (M, P) Davos (F)                    | V: Fritz Kachler B: Werner Rittberger Đ: Andor Szende           | V: Opika von Méray Horváth B: Dorothy Greenhough-Smith Đ: Phyllis Johnson  | V: Phyllis Johnson / James H. Johnson B: Ludowika Jakobsson-Eilers / Walter Jakobsson Đ: Alexia Schøien / Yngvar Bryn   | Chưa tổ chức |
| 1913       | Vienna (M) Stockholm (F, P)                    | V: Fritz Kachler B: Willy Böckl Đ: Andor Szende                 | V: Opika von Méray Horváth B: Phyllis Johnson Đ: Svea Norén                | V: Helene Engelmann / Karl Mejstrik B: Ludowika Jakobsson-Eilers / Walter Jakobsson Đ: Christa von Szabó / Leo Horwitz  | Chưa tổ chức |
| 1914       | Helsinki (M) St. Moritz (F)                    | V: Gösta Sandahl B: Fritz Kachler Đ: Willy Böckl                | V: Opika von Méray Horváth B: Angela Hanka Đ: Phyllis Johnson              | V: Ludowika Jakobsson-Eilers / Walter Jakobsson B: Helene Engelmann / Karl Mejstrik Đ: Christa von Szabó / Leo Horwitz  | Chưa tổ chức |
| 1915– 1921 | Không tổ chức do Chiến tranh thế giới thứ nhất | Không tổ chức do Chiến tranh thế giới thứ nhất                  | Không tổ chức do Chiến tranh thế giới thứ nhất                             | Không tổ chức do Chiến tranh thế giới thứ nhất                                                                          | Chưa tổ chức |
| 1922       | Stockholm (M, F) Davos (P)                     | V: Gillis Grafström B: Fritz Kachler Đ: Willy Böckl             | V: Herma Szabo B: Svea Norén Đ: Margot Moe                                 | V: Helene Engelmann / Alfred Berger B: Ludowika Jakobsson-Eilers / Walter Jakobsson Đ: Margaret Metzner / Paul Metzner  | Chưa tổ chức |
| 1923       | Vienna (M, F) Oslo (P)                         | V: Fritz Kachler B: Willy Böckl Đ: Gösta Sandahl                | V: Herma Szabo B: Gisela Reichmann Đ: Svea Norén                           | V: Ludowika Jakobsson-Eilers / Walter Jakobsson B: Alexia Bryn-Schøien / Yngvar Bryn Đ: Elna Henrikson / Kaj af Ekström | Chưa tổ chức |
| 1924       | Manchester (M, P) Oslo (F)                     | V: Gillis Grafström B: Willy Böckl Đ: Ernst Oppacher            | V: Herma Szabo B: Ellen Brockhöft Đ: Beatrix Loughran                      | V: Helene Engelmann / Alfred Berger B: Ethel Muckelt / John F. Page Đ: Elna Henrikson / Kaj af Ekström                  | Chưa tổ chức |
| 1925       | Vienna (M, P) Davos (F)                        | V: Willy Böckl B: Fritz Kachler Đ: Otto Preißecker              | V: Herma Szabo B: Ellen Brockhöft Đ: Elisabeth Böcke                       | V: Herma Szabo / Ludwig Wrede B: Andreé Joly-Brunet / Pierre Brunet Đ: Lilly Scholz / Otto Kaiser                       | Chưa tổ chức |
| 1926       | Berlin (M, P) Stockholm (F)                    | V: Willy Böckl B: Otto Preißecker Đ: John Page                  | V: Herma Szabo B: Sonja Henie Đ: Kathleen Shaw                             | V: Andreé Joly / Pierre Brunet B: Lilly Scholz / Otto Kaiser Đ: Herma Szabo / Ludwig Wrede                              | Chưa tổ chức |
| 1927       | Davos (M) Oslo (F) Vienna (P)                  | V: Willy Böckl B: Otto Preißecker Đ: Karl Schäfer               | V: Sonja Henie B: Herma Szabo Đ: Karen Simensen                            | V: Herma Szabo / Ludwig Wrede B: Lilly Scholz / Otto Kaiser Đ: Else Hoppe / Oscar Hoppe                                 | Chưa tổ chức |
| 1928       | Berlin (M) London (F, P)                       | V: Willy Böckl B: Karl Schäfer Đ: Hugo Distler                  | V: Sonja Henie B: Maribel Vinson Đ: Fritzi Burger                          | V: Andreé Joly / Pierre Brunet B: Lilly Scholz / Otto Kaiser Đ: Melitta Brunner / Ludwig Wrede                          | Chưa tổ chức |
| 1929       | London (M) Budapest (F, P)                     | V: Gillis Grafström B: Karl Schäfer Đ: Ludwig Wrede             | V: Sonja Henie B: Fritzi Burger Đ: Melitta Brunner                         | V: Lilly Scholz / Otto Kaiser B: Melitta Brunner / Ludwig Wrede Đ: Olga Orgonista / Sándor Szalay                       | Chưa tổ chức |
| 1930       | New York                                       | V: Karl Schäfer B: Roger Turner Đ: Georges Gautschi             | V: Sonja Henie B: Cecil Smith Đ: Maribel Vinson                            | V: Andreé Joly-Brunet / Pierre Brunet B: Melitta Brunner / Ludwig Wrede Đ: Beatrix Loughran / Sherwin Badger            | Chưa tổ chức |
| 1931       | Berlin                                         | V: Karl Schäfer B: Roger Turner Đ: Ernst Baier                  | V: Sonja Henie B: Hilde Holovsky Đ: Fritzi Burger                          | V: Emília Rotter / László Szollás B: Olga Orgonista / Sándor Szalay Đ: Idi Papez / Karl Zwack                           | Chưa tổ chức |
| 1932       | Montreal                                       | V: Karl Schäfer B: Montgomery Wilson Đ: Ernst Baier             | V: Sonja Henie B: Fritzi Burger Đ: Constance Wilson-Samuel                 | V: Andreé Joly-Brunet / Pierre Brunet B: Emília Rotter / László Szollás Đ: Beatrix Loughran / Sherwin Badger            | Chưa tổ chức |
| 1933       | Zürich (M) Stockholm (F, P)                    | V: Karl Schäfer B: Ernst Baier Đ: Marcus Nikkanen               | V: Sonja Henie B: Vivi-Anne Hultén Đ: Hilde Holovsky                       | V: Emília Rotter / László Szollás B: Idi Papez / Karl Zwack Đ: Randi Bakke-Gjertsen / Christen Christensen              | Chưa tổ chức |
| 1934       | Stockholm (M) Oslo (F) Helsinki (P)            | V: Karl Schäfer B: Ernst Baier Đ: Erich Erdös                   | V: Sonja Henie B: Megan Taylor Đ: Liselotte Landbeck                       | V: Emília Rotter / László Szollás B: Idi Papez / Karl Zwack Đ: Maxi Herber / Ernst Baier                                | Chưa tổ chức |
| 1935       | Budapest (M, P) Vienna (F)                     | V: Karl Schäfer B: Jack Dunn Đ: Dénes Pataky                    | V: Sonja Henie B: Cecilia Colledge Đ: Vivi-Anne Hultén                     | V: Emília Rotter / László Szollás B: Ilse Pausin / Erich Pausin Đ: Lucy Gallo / Rezso Dillinger                         | Chưa tổ chức |
| 1936       | Paris                                          | V: Karl Schäfer B: Graham Sharp Đ: Felix Kaspar                 | V: Sonja Henie B: Megan Taylor Đ: Vivi-Anne Hultén                         | V: Maxi Herber / Ernst Baier B: Ilse Pausin / Erich Pausin Đ: Violet Cliff / Leslie Cliff                               | Chưa tổ chức |
| 1937       | Vienna (M) London (F, P)                       | V: Felix Kaspar B: Graham Sharp Đ: Elemér Terták                | V: Cecilia Colledge B: Megan Taylor Đ: Vivi-Anne Hultén                    | V: Maxi Herber / Ernst Baier B: Ilse Pausin / Erich Pausin Đ: Violet Cliff / Leslie Cliff                               | Chưa tổ chức |
| 1938       | Berlin (M, P) Stockholm (F)                    | V: Felix Kaspar B: Graham Sharp Đ: Herbert Alward               | V: Megan Taylor B: Cecilia Colledge Đ: Hedy Stenuf                         | V: Maxi Herber / Ernst Baier B: Ilse Pausin / Erich Pausin Đ: Inge Koch / Gunther Noack                                 | Chưa tổ chức |
| 1939       | Budapest (M, P) Prague (F)                     | V: Graham Sharp B: Freddie Tomlins Đ: Horst Faber               | V: Megan Taylor B: Hedy Stenuf Đ: Daphne Walker                            | V: Maxi Herber / Ernst Baier B: Ilse Pausin / Erich Pausin Đ: Inge Koch / Gunther Noack                                 | Chưa tổ chức |
| 1940– 1946 | Không tổ chức do Chiến tranh thế giới thứ hai  | Không tổ chức do Chiến tranh thế giới thứ hai                   | Không tổ chức do Chiến tranh thế giới thứ hai                              | Không tổ chức do Chiến tranh thế giới thứ hai                                                                           | Chưa tổ chức |
| 1947       | Stockholm                                      | V: Hans Gerschwiler B: Dick Button Đ: Arthur Apfel              | V: Barbara Ann Scott B: Daphne Walker Đ: Gretchen Merrill                  | V: Micheline Lannoy / Pierre Baugniet B: Karol Kennedy / Peter Kennedy Đ: Suzanne Diskeuve / Edmond Verbustel           | Chưa tổ chức |
| 1948       | Davos                                          | V: Dick Button B: Hans Gerschwiler Đ: Ede Király                | V: Barbara Ann Scott B: Eva Pawlik Đ: Jiřína Nekolová                      | V: Micheline Lannoy / Pierre Baugniet B: Andrea Kékesy / Ede Király Đ: Suzanne Morrow / Wallace Diestelmeyer            | Chưa tổ chức |
| 1949       | Paris                                          | V: Dick Button B: Ede Király Đ: Edi Rada                        | V: Alena Vrzáňová B: Yvonne Sherman Đ: Jeannette Altwegg                   | V: Andrea Kékesy / Ede Király B: Karol Kennedy / Peter Kennedy Đ: Ann Davies / Carleton Hoffner                         | Chưa tổ chức |
| 1950       | London                                         | V: Dick Button B: Ede Király Đ: Hayes Alan Jenkins              | V: Alena Vrzáňová B: Jeannette Altwegg Đ: Yvonne Sherman                   | V: Karol Kennedy / Peter Kennedy B: Jennifer Nicks / John Nicks Đ: Marianna Nagy / László Nagy                          | Chưa tổ chức |
| 1951       | Milan                                          | V: Dick Button B: James Grogan Đ: Helmut Seibt                  | V: Jeannette Altwegg B: Jacqueline du Bief Đ: Sonya Klopfer                | V: Ria Baran / Paul Falk B: Karol Kennedy / Peter Kennedy Đ: Jennifer Nicks / John Nicks                                | Chưa tổ chức |
| 1952       | Paris                                          | V: Dick Button B: James Grogan Đ: Hayes Alan Jenkins            | V: Jacqueline du Bief B: Sonya Klopfer Đ: Virginia Baxter                  | V: Ria Baran / Paul Falk B: Karol Kennedy / Peter Kennedy Đ: Jennifer Nicks / John Nicks                                | V: Jean Westwood / Lawrence Demmy B: Joan Dewhirst / John Slater Đ: Carol Ann Peters / Daniel Ryan                        |
| 1953       | Davos                                          | V: Hayes Alan Jenkins B: James Grogan Đ: Carlo Fassi            | V: Tenley Albright B: Gundi Busch Đ: Valda Osborn                          | V: Jennifer Nicks / John Nicks B: Frances Dafoe / Norris Bowden Đ: Marianna Nagy / László Nagy                          | V: Jean Westwood / Lawrence Demmy B: Joan Dewhirst / John Slater Đ: Carol Ann Peters / Daniel Ryan                        |
| 1954       | Oslo                                           | V: Hayes Alan Jenkins B: James Grogan Đ: Alain Giletti          | V: Gundi Busch B: Tenley Albright Đ: Erica Batchelor                       | V: Frances Dafoe / Norris Bowden B: Silvia Grandjean / Michel Grandjean Đ: Sissy Schwarz / Kurt Oppelt                  | V: Jean Westwood / Lawrence Demmy B: Nesta Davies / Paul Thomas Đ: Carmel Bodel / Edward Bodel                            |
| 1955       | Vienna                                         | V: Hayes Alan Jenkins B: Ronnie Robertson Đ: David Jenkins      | V: Tenley Albright B: Carol Heiss Đ: Hanna Eigel                           | V: Frances Dafoe / Norris Bowden B: Sissy Schwarz / Kurt Oppelt Đ: Marianna Nagy / László Nagy                          | V: Jean Westwood / Lawrence Demmy B: Pamela Weight / Paul Thomas Đ: Barbara Radford / Raymond Lockwood                    |
| 1956       | Garmisch-Partenkirchen                         | V: Hayes Alan Jenkins B: Ronnie Robertson Đ: David Jenkins      | V: Carol Heiss B: Tenley Albright Đ: Ingrid Wendl                          | V: Sissy Schwarz / Kurt Oppelt B: Frances Dafoe / Norris Bowden Đ: Marika Kilius / Franz Ningel                         | V: Pamela Weight / Paul Thomas B: June Markham / Courtney Jones Đ: Barbara Thompson / Gerard Rigby                        |
| 1957       | Colorado Springs                               | V: David Jenkins B: Tim Brown Đ: Charles Snelling               | V: Carol Heiss B: Hanna Eigel Đ: Ingrid Wendl                              | V: Barbara Wagner / Robert Paul B: Marika Kilius / Franz Ningel Đ: Maria Jelinek / Otto Jelinek                         | V: June Markham / Courtney Jones B: Geraldine Fenton / William McLachlan Đ: Sharon McKenzie / Bert Wright                 |
| 1958       | Paris                                          | V: David Jenkins B: Tim Brown Đ: Alain Giletti                  | V: Carol Heiss B: Ingrid Wendl Đ: Hanna Walter                             | V: Barbara Wagner / Robert Paul B: Věra Suchánková / Zdeněk Doležal Đ: Maria Jelinek / Otto Jelinek                     | V: June Markham / Courtney Jones B: Geraldine Fenton / William McLachlan Đ: Andree Anderson / Donald Jacoby               |
| 1959       | Colorado Springs                               | V: David Jenkins B: Donald Jackson Đ: Tim Brown                 | V: Carol Heiss B: Hanna Walter Đ: Sjoukje Dijkstra                         | V: Barbara Wagner / Robert Paul B: Marika Kilius / Hans-Jürgen Bäumler Đ: Nancy Ludington / Ronald Ludington            | V: Doreen Denny / Courtney Jones B: Andree Anderson / Donald Jacoby Đ: Geraldine Fenton / William McLachlan               |
| 1960       | Vancouver                                      | V: Alain Giletti B: Donald Jackson Đ: Alain Calmat              | V: Carol Heiss B: Sjoukje Dijkstra Đ: Barbara Ann Roles                    | V: Barbara Wagner / Robert Paul B: Maria Jelinek / Otto Jelinek Đ: Marika Kilius / Hans-Jürgen Bäumler                  | V: Doreen Denny / Courtney Jones B: Virginia Thompson / William McLachlan Đ: Christiane Guhel / Jean Paul Guhel           |
| 1961       | Hủy bỏ do vụ tai nạn máy bay Sabena 548        | Hủy bỏ do vụ tai nạn máy bay Sabena 548                         | Hủy bỏ do vụ tai nạn máy bay Sabena 548                                    | Hủy bỏ do vụ tai nạn máy bay Sabena 548                                                                                 | Hủy bỏ do vụ tai nạn máy bay Sabena 548                                                                                   |
| 1962       | Prague                                         | V: Donald Jackson B: Karol Divín Đ: Alain Calmat                | V: Sjoukje Dijkstra B: Wendy Griner Đ: Regine Heitzer                      | V: Maria Jelinek / Otto Jelinek B: Liudmila Belousova / Oleg Protopopov Đ: Margret Göbl / Franz Ningel                  | V: Eva Romanová / Pavel Roman B: Christiane Guhel / Jean Paul Guhel Đ:Virginia Thompson / William McLachlan               |
| 1963       | Cortina d'Ampezzo                              | V: Donald McPherson B: Alain Calmat Đ: Manfred Schnelldorfer    | V: Sjoukje Dijkstra B: Regine Heitzer Đ: Nicole Hassler                    | V: Marika Kilius / Hans-Jürgen Bäumler B: Liudmila Belousova / Oleg Protopopov Đ: Tatiana Zhuk / Alexander Gavrilov     | V: Eva Romanová / Pavel Roman B: Linda Shearman / Michael Phillips Đ: Paulette Doan / Kenneth Ormsby                      |
| 1964       | Dortmund                                       | V: Manfred Schnelldorfer B: Alain Calmat Đ: Karol Divín         | V: Sjoukje Dijkstra B: Regine Heitzer Đ: Petra Burka                       | V: Marika Kilius / Hans-Jürgen Bäumler B: Liudmila Belousova / Oleg Protopopov Đ: Debbi Wilkes / Guy Revell             | V: Eva Romanová / Pavel Roman B: Paulette Doan / Kenneth Ormsby Đ: Janet Sawbridge / David Hickinbottom                   |
| 1965       | Colorado Springs                               | V: Alain Calmat B: Scott Allen Đ: Donald Knight                 | V: Petra Burka B: Regine Heitzer Đ: Peggy Fleming                          | V: Liudmila Belousova / Oleg Protopopov B: Vivian Joseph / Ronald Joseph Đ: Tatiana Zhuk / Alexander Gavrilov           | V: Eva Romanová / Pavel Roman B: Janet Sawbridge / David Hickinbottom Đ: Lorna Dyer / John Carrell                        |
| 1966       | Davos                                          | V: Emmerich Danzer B: Wolfgang Schwarz Đ: Gary Visconti         | V: Peggy Fleming B: Gabriele Seyfert Đ: Petra Burka                        | V: Liudmila Belousova / Oleg Protopopov B: Tatiana Zhuk / Alexander Gavrilov Đ: Cynthia Kauffman / Ronald Kauffman      | V: Diane Towler / Bernard Ford B: Kristin Fortune / Dennis Sveum Đ: Lorna Dyer / John Carrell                             |
| 1967       | Vienna                                         | V: Emmerich Danzer B: Wolfgang Schwarz Đ: Gary Visconti         | V: Peggy Fleming B: Gabriele Seyfert Đ: Hana Mašková                       | V: Liudmila Belousova / Oleg Protopopov B: Margot Glockshuber / Wolfgang Danne Đ: Cynthia Kauffman / Ronald Kauffman    | V: Diane Towler / Bernard Ford B: Lorna Dyer / John Carrell Đ: Yvonne Suddick / Malcolm Cannon                            |
| 1968       | Geneva                                         | V: Emmerich Danzer B: Tim Wood Đ: Patrick Péra                  | V: Peggy Fleming B: Gabriele Seyfert Đ: Hana Mašková                       | V: Liudmila Belousova / Oleg Protopopov B: Tatiana Zhuk / Alexander Gavrilov Đ: Cynthia Kauffman / Ronald Kauffman      | V: Diane Towler / Bernard Ford B: Yvonne Suddick / Malcolm Cannon Đ: Janet Sawbridge / Jon Lane                           |
| 1969       | Colorado Springs                               | V: Tim Wood B: Ondrej Nepela Đ: Patrick Péra                    | V: Gabriele Seyfert B: Trixi Schuba Đ: Zsuzsa Almássy                      | V: Irina Rodnina / Alexei Ulanov B: Tamara Moskvina / Alexei Mishin Đ: Liudmila Belousova / Oleg Protopopov             | V: Diane Towler / Bernard Ford B: Liudmila Pakhomova / Alexander Gorshkov Đ: Judy Schwomeyer / James Sladky               |
| 1970       | Ljubljana                                      | V: Tim Wood B: Ondrej Nepela Đ: Günter Zöller                   | V: Gabriele Seyfert B: Trixi Schuba Đ: Julie Lynn Holmes                   | V: Irina Rodnina / Alexei Ulanov B: Liudmila Smirnova / Andrei Suraikin Đ: Heidemarie Steiner / Heinz-Ulrich Walther    | V: Liudmila Pakhomova / Alexander Gorshkov B: Judy Schwomeyer / James Sladky Đ: Angelika Buck / Erich Buck                |
| 1971       | Lyon                                           | V: Ondrej Nepela B: Patrick Péra Đ: Sergei Chetverukhin         | V: Trixi Schuba B: Julie Lynn Holmes Đ: Karen Magnussen                    | V: Irina Rodnina / Alexei Ulanov B: Liudmila Smirnova / Andrei Suraikin Đ: JoJo Starbuck / Kenneth Shelley              | V: Liudmila Pakhomova / Alexander Gorshkov B: Angelika Buck / Erich Buck Đ: Judy Schwomeyer / James Sladky                |
| 1972       | Calgary                                        | V: Ondrej Nepela B: Sergei Chetverukhin Đ: Vladimir Kovalyov    | V: Trixi Schuba B: Karen Magnussen Đ: Janet Lynn                           | V: Irina Rodnina / Alexei Ulanov B: Liudmila Smirnova / Andrei Suraikin Đ: JoJo Starbuck / Kenneth Shelley              | V: Liudmila Pakhomova / Alexander Gorshkov B: Angelika Buck / Erich Buck Đ: Judy Schwomeyer / James Sladky                |
| 1973       | Bratislava                                     | V: Ondrej Nepela B: Sergei Chetverukhin Đ: Jan Hoffmann         | V: Karen Magnussen B: Janet Lynn Đ: Christine Errath                       | V: Irina Rodnina / Alexander Zaitsev B: Liudmila Smirnova / Alexei Ulanov Đ: Manuela Groß / Uwe Kagelmann               | V: Liudmila Pakhomova / Alexander Gorshkov B: Angelika Buck / Erich Buck Đ: Hilary Green / Glyn Watts                     |
| 1974       | Munich                                         | V: Jan Hoffmann B: Sergei Volkov Đ: Toller Cranston             | V: Christine Errath B: Dorothy Hamill Đ: Dianne de Leeuw                   | V: Irina Rodnina / Alexander Zaitsev B: Liudmila Smirnova / Alexei Ulanov Đ: Romy Kermer / Rolf Österreich              | V: Liudmila Pakhomova / Alexander Gorshkov B: Hilary Green / Glyn Watts Đ: Natalia Linichuk / Gennadi Karponosov          |
| 1975       | Colorado Springs                               | V: Sergei Volkov B: Vladimir Kovalyov Đ: John Curry             | V: Dianne de Leeuw B: Dorothy Hamill Đ: Christine Errath                   | V: Irina Rodnina / Alexander Zaitsev B: Romy Kermer / Rolf Österreich Đ: Manuela Groß / Uwe Kagelmann                   | V: Irina Moiseeva / Andrei Minenkov B: Colleen O'Connor / James Millns Đ: Hilary Green / Glyn Watts                       |
| 1976       | Gothenburg                                     | V: John Curry B: Vladimir Kovalyov Đ: Jan Hoffmann              | V: Dorothy Hamill B: Christine Errath Đ: Dianne de Leeuw                   | V: Irina Rodnina / Alexander Zaitsev B: Romy Kermer / Rolf Österreich Đ: Irina Vorobieva / Alexander Vlasov             | V: Liudmila Pakhomova / Alexander Gorshkov B: Irina Moiseeva / Andrei Minenkov Đ: Colleen O'Connor / James Millns         |
| 1977       | Tokyo                                          | V: Vladimir Kovalyov B: Jan Hoffmann Đ: Sano Minoru             | V: Linda Fratianne B: Anett Pötzsch Đ: Dagmar Lurz                         | V: Irina Rodnina / Alexander Zaitsev B: Irina Vorobieva / Alexander Vlasov Đ: Tai Babilonia / Randy Gardner             | V: Irina Moiseeva / Andrei Minenkov B: Janet Thompson / Warren Maxwell Đ: Natalia Linichuk / Gennadi Karponosov           |
| 1978       | Ottawa                                         | V: Charles Tickner B: Jan Hoffmann Đ: Robin Cousins             | V: Anett Pötzsch B: Linda Fratianne Đ: Susanna Driano                      | V: Irina Rodnina / Alexander Zaitsev B: Manuela Mager / Uwe Bewersdorf Đ: Tai Babilonia / Randy Gardner                 | V: Natalia Linichuk / Gennadi Karponosov B: Irina Moiseeva / Andrei Minenkov Đ: Krisztina Regőczy / András Sallay         |
| 1979       | Vienna                                         | V: Vladimir Kovalyov B: Robin Cousins Đ: Jan Hoffmann           | V: Linda Fratianne B: Anett Pötzsch Đ: Watanabe Emi                        | V: Tai Babilonia / Randy Gardner B: Marina Cherkasova / Sergei Shakhrai Đ: Sabine Baeß / Tassilo Thierbach              | V: Natalia Linichuk / Gennadi Karponosov B: Krisztina Regőczy / András Sallay Đ: Irina Moiseeva / Andrei Minenkov         |
| 1980       | Dortmund                                       | V: Jan Hoffmann B: Robin Cousins Đ: Charles Tickner             | V: Anett Pötzsch B: Dagmar Lurz Đ: Linda Fratianne                         | V: Marina Cherkasova / Sergei Shakhrai B: Manuela Mager / Uwe Bewersdorf Đ: Marina Pestova / Stanislav Leonovich        | V: Krisztina Regőczy / András Sallay B: Natalia Linichuk / Gennadi Karponosov Đ: Irina Moiseeva / Andrei Minenkov         |
| 1981       | Hartford                                       | V: Scott Hamilton B: David Santee Đ: Igor Bobrin                | V: Denise Biellmann B: Elaine Zayak Đ: Claudia Kristofics-Binder           | V: Irina Vorobieva / Igor Lisovski B: Sabine Baeß / Tassilo Thierbach Đ: Christina Riegel / Andreas Nischwitz           | V: Jayne Torvill / Christopher Dean B: Irina Moiseeva / Andrei Minenkov Đ: Natalia Bestemianova / Andrei Bukin            |
| 1982       | Copenhagen                                     | V: Scott Hamilton B: Norbert Schramm Đ: Brian Pockar            | V: Elaine Zayak B: Katarina Witt Đ: Claudia Kristofics-Binder              | V: Sabine Baeß / Tassilo Thierbach B: Marina Pestova / Stanislav Leonovich Đ: Caitlin Carruthers / Peter Carruthers     | V: Jayne Torvill / Christopher Dean B: Natalia Bestemianova / Andrei Bukin Đ: Irina Moiseeva / Andrei Minenkov            |
| 1983       | Helsinki                                       | V: Scott Hamilton B: Norbert Schramm Đ: Brian Orser             | V: Rosalynn Sumners B: Claudia Leistner Đ: Elena Vodorezova                | V: Elena Valova / Oleg Vasiliev B: Sabine Baeß / Tassilo Thierbach Đ: Barbara Underhill / Paul Martini                  | V: Jayne Torvill / Christopher Dean B: Natalia Bestemianova / Andrei Bukin Đ: Judy Blumberg / Michael Seibert             |
| 1984       | Ottawa                                         | V: Scott Hamilton B: Brian Orser Đ: Alexander Fadeev            | V: Katarina Witt B: Anna Kondrashova Đ: Elaine Zayak                       | V: Barbara Underhill / Paul Martini B: Elena Valova / Oleg Vasiliev Đ: Sabine Baeß / Tassilo Thierbach                  | V: Jayne Torvill / Christopher Dean B: Natalia Bestemianova / Andrei Bukin Đ: Judy Blumberg / Michael Seibert             |
| 1985       | Tokyo                                          | V: Alexander Fadeev B: Brian Orser Đ: Brian Boitano             | V: Katarina Witt B: Kira Ivanova Đ: Tiffany Chin                           | V: Elena Valova / Oleg Vasiliev B: Larisa Selezneva / Oleg Makarov Đ: Katherina Matousek / Lloyd Eisler                 | V: Natalia Bestemianova / Andrei Bukin B: Marina Klimova / Sergei Ponomarenko Đ: Judy Blumberg / Michael Seibert          |
| 1986       | Geneva                                         | V: Brian Boitano B: Brian Orser Đ: Alexander Fadeev             | V: Debi Thomas B: Katarina Witt Đ: Tiffany Chin                            | V: Ekaterina Gordeeva / Sergei Grinkov B: Elena Valova / Oleg Vasiliev Đ: Cynthia Coull / Mark Rowsom                   | V: Natalia Bestemianova / Andrei Bukin B: Marina Klimova / Sergei Ponomarenko Đ: Tracy Wilson / Robert McCall             |
| 1987       | Cincinnati                                     | V: Brian Orser B: Brian Boitano Đ: Alexander Fadeev             | V: Katarina Witt B: Debi Thomas Đ: Caryn Kadavy                            | V: Ekaterina Gordeeva / Sergei Grinkov B: Elena Valova / Oleg Vasiliev Đ: Jill Watson / Peter Oppegard                  | V: Natalia Bestemianova / Andrei Bukin B: Marina Klimova / Sergei Ponomarenko Đ: Tracy Wilson / Robert McCall             |
| 1988       | Budapest                                       | V: Brian Boitano B: Brian Orser Đ: Viktor Petrenko              | V: Katarina Witt B: Elizabeth Manley Đ: Debi Thomas                        | V: Elena Valova / Oleg Vasiliev B: Ekaterina Gordeeva / Sergei Grinkov Đ: Larisa Selezneva / Oleg Makarov               | V: Natalia Bestemianova / Andrei Bukin B: Marina Klimova / Sergei Ponomarenko Đ: Tracy Wilson / Robert McCall             |
| 1989       | Paris                                          | V: Kurt Browning B: Christopher Bowman Đ: Grzegorz Filipowski   | V: Ito Midori B: Claudia Leistner Đ: Jill Trenary                          | V: Ekaterina Gordeeva / Sergei Grinkov B: Cindy Landry / Lyndon Johnston Đ: Elena Bechke / Denis Petrov                 | V: Marina Klimova / Sergei Ponomarenko B: Maya Usova / Alexander Zhulin Đ: Isabelle Duchesnay / Paul Duchesnay            |
| 1990       | Halifax                                        | V: Kurt Browning B: Viktor Petrenko Đ: Christopher Bowman       | V: Jill Trenary B: Ito Midori Đ: Holly Cook                                | V: Ekaterina Gordeeva / Sergei Grinkov B: Isabelle Brasseur / Lloyd Eisler Đ: Natalia Mishkutenok / Artur Dmitriev      | V: Marina Klimova / Sergei Ponomarenko B: Isabelle Duchesnay / Paul Duchesnay Đ: Maya Usova / Alexander Zhulin            |
| 1991       | Munich                                         | V: Kurt Browning B: Viktor Petrenko Đ: Todd Eldredge            | V: Kristi Yamaguchi B: Tonya Harding Đ: Nancy Kerrigan                     | V: Natalia Mishkutenok / Artur Dmitriev B: Isabelle Brasseur / Lloyd Eisler Đ: Natasha Kuchiki / Todd Sand              | V: Isabelle Duchesnay / Paul Duchesnay B: Marina Klimova / Sergei Ponomarenko Đ: Maya Usova / Alexander Zhulin            |
| 1992       | Oakland                                        | V: Viktor Petrenko B: Kurt Browning Đ: Elvis Stojko             | V: Kristi Yamaguchi B: Nancy Kerrigan Đ: Chen Lu                           | V: Natalia Mishkutenok / Artur Dmitriev B: Radka Kovaříková / René Novotný Đ: Isabelle Brasseur / Lloyd Eisler          | V: Marina Klimova / Sergei Ponomarenko B: Maya Usova / Alexander Zhulin Đ: Oksana Grishuk / Evgeni Platov                 |
| 1993       | Prague                                         | V: Kurt Browning B: Elvis Stojko Đ: Alexei Urmanov              | V: Oksana Baiul B: Surya Bonaly Đ: Chen Lu                                 | V: Isabelle Brasseur / Lloyd Eisler B: Mandy Wötzel / Ingo Steuer Đ: Evgenia Shishkova / Vadim Naumov                   | V: Maya Usova / Alexander Zhulin B: Oksana Grishuk / Evgeni Platov Đ: Anjelika Krylova / Vladimir Fedorov                 |
| 1994       | Chiba                                          | V: Elvis Stojko B: Philippe Candeloro Đ: Viacheslav Zagorodniuk | V: Sato Yuka B: Surya Bonaly Đ: Tanja Szewczenko                           | V: Evgenia Shishkova / Vadim Naumov B: Isabelle Brasseur / Lloyd Eisler Đ: Marina Eltsova / Andrei Bushkov              | V: Oksana Grishuk / Evgeni Platov B: Sophie Moniotte / Pascal Lavanchy Đ: Susanna Rahkamo / Petri Kokko                   |
| 1995       | Birmingham                                     | V: Elvis Stojko B: Todd Eldredge Đ: Philippe Candeloro          | V: Chen Lu B: Surya Bonaly Đ: Nicole Bobek                                 | V: Radka Kovaříková / René Novotný B: Evgenia Shishkova / Vadim Naumov Đ: Jenni Meno / Todd Sand                        | V: Oksana Grishuk / Evgeni Platov B: Susanna Rahkamo / Petri Kokko Đ: Sophie Moniotte / Pascal Lavanchy                   |
| 1996       | Edmonton                                       | V: Todd Eldredge B: Ilia Kulik Đ: Rudy Galindo                  | V: Michelle Kwan B: Chen Lu Đ: Irina Slutskaya                             | V: Marina Eltsova / Andrei Bushkov B: Mandy Wötzel / Ingo Steuer Đ: Jenni Meno / Todd Sand                              | V: Oksana Grishuk / Evgeni Platov B: Anjelika Krylova / Oleg Ovsyannikov Đ: Shae-Lynn Bourne / Victor Kraatz              |
| 1997       | Lausanne                                       | V: Elvis Stojko B: Todd Eldredge Đ: Alexei Yagudin              | V: Tara Lipinski B: Michelle Kwan Đ: Vanessa Gusmeroli                     | V: Mandy Wötzel / Ingo Steuer B: Marina Eltsova / Andrei Bushkov Đ: Oksana Kazakova / Artur Dmitriev                    | V: Oksana Grishuk / Evgeni Platov B: Anjelika Krylova / Oleg Ovsyannikov Đ: Shae-Lynn Bourne / Victor Kraatz              |
| 1998       | Minneapolis                                    | V: Alexei Yagudin B: Todd Eldredge Đ: Evgeni Plushenko          | V: Michelle Kwan B: Irina Slutskaya Đ: Maria Butyrskaya                    | V: Elena Berezhnaya / Anton Sikharulidze B: Jenni Meno / Todd Sand Đ: Peggy Schwarz / Mirko Müller                      | V: Anjelika Krylova / Oleg Ovsyannikov B: Marina Anissina / Gwendal Peizerat Đ: Shae-Lynn Bourne / Victor Kraatz          |
| 1999       | Helsinki                                       | V: Alexei Yagudin B: Evgeni Plushenko Đ: Michael Weiss          | V: Maria Butyrskaya B: Michelle Kwan Đ: Julia Soldatova                    | V: Elena Berezhnaya / Anton Sikharulidze B: Shen Xue / Zhao Hongbo Đ: Dorota Zagórska / Mariusz Siudek                  | V: Anjelika Krylova / Oleg Ovsyannikov B: Marina Anissina / Gwendal Peizerat Đ: Shae-Lynn Bourne / Victor Kraatz          |
| 2000       | Nice                                           | V: Alexei Yagudin B: Elvis Stojko Đ: Michael Weiss              | V: Michelle Kwan B: Irina Slutskaya Đ: Maria Butyrskaya                    | V: Maria Petrova / Alexei Tikhonov B: Shen Xue / Zhao Hongbo Đ: Sarah Abitbol / Stéphane Bernadis                       | V: Marina Anissina / Gwendal Peizerat B: Barbara Fusar-Poli / Maurizio Margaglio Đ: Margarita Drobiazko / Povilas Vanagas |
| 2001       | Vancouver                                      | V: Evgeni Plushenko B: Alexei Yagudin Đ: Todd Eldredge          | V: Michelle Kwan B: Irina Slutskaya Đ: Sarah Hughes                        | V: Jamie Salé / David Pelletier B: Elena Berezhnaya / Anton Sikharulidze Đ: Shen Xue / Zhao Hongbo                      | V: Barbara Fusar-Poli / Maurizio Margaglio B: Marina Anissina / Gwendal Peizerat Đ: Irina Lobacheva / Ilia Averbukh       |
| 2002       | Nagano                                         | V: Alexei Yagudin B: Timothy Goebel Đ: Honda Takeshi            | V: Irina Slutskaya B: Michelle Kwan Đ: Suguri Fumie                        | V: Shen Xue / Zhao Hongbo B: Tatiana Totmianina / Maxim Marinin Đ: Kyoko Ina / John Zimmerman                           | V: Irina Lobacheva / Ilia Averbukh B: Shae-Lynn Bourne / Victor Kraatz Đ: Galit Chait / Sergei Sakhnovski                 |
| 2003       | Washington                                     | V: Evgeni Plushenko B: Timothy Goebel Đ: Honda Takeshi          | V: Michelle Kwan B: Elena Sokolova Đ: Suguri Fumie                         | V: Shen Xue / Zhao Hongbo B: Tatiana Totmianina / Maxim Marinin Đ: Maria Petrova / Alexei Tikhonov                      | V: Shae-Lynn Bourne / Victor Kraatz B: Irina Lobacheva / Ilia Averbukh Đ: Albena Denkova / Maxim Staviski                 |
| 2004       | Dortmund                                       | V: Evgeni Plushenko B: Brian Joubert Đ: Stefan Lindemann        | V: Arakawa Shizuka B: Sasha Cohen Đ: Michelle Kwan                         | V: Tatiana Totmianina / Maxim Marinin B: Shen Xue / Zhao Hongbo Đ: Pang Qing / Tong Jian                                | V: Tatiana Navka / Roman Kostomarov B: Albena Denkova / Maxim Staviski Đ: Kati Winkler / René Lohse                       |
| 2005       | Moskva                                         | V: Stéphane Lambiel B: Jeffrey Buttle Đ: Evan Lysacek           | V: Irina Slutskaya B: Sasha Cohen Đ: Carolina Kostner                      | V: Tatiana Totmianina / Maxim Marinin B: Maria Petrova / Alexei Tikhonov Đ: Zhang Dan / Zhang Hao                       | V: Tatiana Navka / Roman Kostomarov B: Tanith Belbin / Benjamin Agosto Đ: Elena Grushina / Ruslan Goncharov               |
| 2006       | Calgary                                        | V: Stéphane Lambiel B: Brian Joubert Đ: Evan Lysacek            | V: Kimmie Meissner B: Suguri Fumie Đ: Sasha Cohen                          | V: Pang Qing / Tong Jian B: Zhang Dan / Zhang Hao Đ: Maria Petrova / Alexei Tikhonov                                    | V: Albena Denkova / Maxim Staviski B: Marie-France Dubreuil / Patrice Lauzon Đ: Tanith Belbin / Benjamin Agosto           |
| 2007       | Tokyo                                          | V: Brian Joubert B: Takahashi Daisuke Đ: Stéphane Lambiel       | V: Ando Miki B: Asada Mao Đ: Kim Yuna                                      | V: Shen Xue / Zhao Hongbo B: Pang Qing / Tong Jian Đ: Aliona Savchenko / Robin Szolkowy                                 | V: Albena Denkova / Maxim Staviski B: Marie-France Dubreuil / Patrice Lauzon Đ: Tanith Belbin / Benjamin Agosto           |
| 2008       | Gothenburg                                     | V: Jeffrey Buttle B: Brian Joubert Đ: Johnny Weir               | V: Asada Mao B: Carolina Kostner Đ: Kim Yuna                               | V: Aliona Savchenko / Robin Szolkowy B: Zhang Dan / Zhang Hao Đ: Jessica Dubé / Bryce Davison                           | V: Isabelle Delobel / Olivier Schoenfelder B: Tessa Virtue / Scott Moir Đ: Jana Khokhlova / Sergei Novitski               |
| 2009       | Los Angeles                                    | V: Evan Lysacek B: Patrick Chan Đ: Brian Joubert                | V: Kim Yuna B: Joannie Rochette Đ: Ando Miki                               | V: Aliona Savchenko / Robin Szolkowy B: Zhang Dan / Zhang Hao Đ: Yuko Kavaguti / Alexander Smirnov                      | V: Oksana Domnina / Maxim Shabalin B: Tanith Belbin / Benjamin Agosto Đ: Tessa Virtue / Scott Moir                        |
| 2010       | Turin                                          | V: Takahashi Daisuke B: Patrick Chan Đ: Brian Joubert           | V: Asada Mao B: Kim Yuna Đ: Laura Lepistö                                  | V: Pang Qing / Tong Jian B: Aliona Savchenko / Robin Szolkowy Đ: Yuko Kavaguti / Alexander Smirnov                      | V: Tessa Virtue / Scott Moir B: Meryl Davis / Charlie White Đ: Federica Faiella / Massimo Scali                           |
| 2011       | Moskva                                         | V: Patrick Chan B: Kozuka Takahiko Đ: Artur Gachinski           | V: Ando Miki B: Kim Yuna Đ: Carolina Kostner                               | V: Aliona Savchenko / Robin Szolkowy B: Tatiana Volosozhar / Maxim Trankov Đ: Pang Qing / Tong Jian                     | V: Meryl Davis / Charlie White B: Tessa Virtue / Scott Moir Đ: Maia Shibutani / Alex Shibutani                            |
| 2012       | Nice                                           | V: Patrick Chan B: Takahashi Daisuke Đ: Hanyu Yuzuru            | V: Carolina Kostner B: Alena Leonova Đ: Suzuki Akiko                       | V: Aliona Savchenko / Robin Szolkowy B: Tatiana Volosozhar / Maxim Trankov Đ: Takahashi Narumi / Mervin Tran            | V: Tessa Virtue / Scott Moir B: Meryl Davis / Charlie White Đ: Nathalie Péchalat / Fabian Bourzat                         |
| 2013       | London                                         | V: Patrick Chan B: Denis Ten Đ: Javier Fernández                | V: Kim Yuna B: Carolina Kostner Đ: Asada Mao                               | V: Tatiana Volosozhar / Maxim Trankov B: Aliona Savchenko / Robin Szolkowy Đ: Meagan Duhamel / Eric Radford             | V: Meryl Davis / Charlie White B: Tessa Virtue / Scott Moir Đ: Ekaterina Bobrova / Dmitri Soloviev                        |
| 2014       | Saitama                                        | V: Hanyu Yuzuru B: Machida Tatsuki Đ: Javier Fernández          | V: Asada Mao B: Yulia Lipnitskaya Đ: Carolina Kostner                      | V: Aliona Savchenko / Robin Szolkowy B: Ksenia Stolbova / Fedor Klimov Đ: Meagan Duhamel / Eric Radford                 | V: Anna Cappellini / Luca Lanotte B: Kaitlyn Weaver / Andrew Poje Đ: Nathalie Péchalat / Fabian Bourzat                   |
| 2015       | Thượng Hải                                     | V: Javier Fernández B: Hanyu Yuzuru Đ: Denis Ten                | V: Elizaveta Tuktamysheva B: Miyahara Satoko Đ: Elena Radionova            | V: Meagan Duhamel / Eric Radford B: Sui Wenjing / Han Cong Đ: Pang Qing / Tong Jian                                     | V: Gabriella Papadakis / Guillaume Cizeron B: Madison Chock / Evan Bates Đ: Kaitlyn Weaver / Andrew Poje                  |
| 2016       | Boston                                         | V: Javier Fernández B: Hanyu Yuzuru Đ: Jin Boyang               | V: Evgenia Medvedeva B: Ashley Wagner Đ: Anna Pogorilaya                   | V: Meagan Duhamel / Eric Radford B: Sui Wenjing / Han Cong Đ: Aliona Savchenko / Bruno Massot                           | V: Gabriella Papadakis / Guillaume Cizeron B: Maia Shibutani / Alex Shibutani Đ: Madison Chock / Evan Bates               |
| 2017       | Helsinki                                       | V: Hanyu Yuzuru B: Uno Shoma Đ: Jin Boyang                      | V: Evgenia Medvedeva B: Kaetlyn Osmond Đ: Gabrielle Daleman                | V: Sui Wenjing / Han Cong B: Aliona Savchenko / Bruno Massot Đ: Evgenia Tarasova / Vladimir Morozov                     | V: Tessa Virtue / Scott Moir B: Gabriella Papadakis / Guillaume Cizeron Đ: Maia Shibutani / Alex Shibutani                |
| 2018       | Milan                                          | V: Nathan Chen B: Uno Shoma Đ: Mikhail Kolyada                  | V: Kaetlyn Osmond B: Wakaba Higuchi Đ: Miyahara Satoko                     | V: Aliona Savchenko / Bruno Massot B: Evgenia Tarasova / Vladimir Morozov Đ: Vanessa James / Morgan Ciprès              | V: Gabriella Papadakis / Guillaume Cizeron B: Madison Hubbell / Zachary Donohue Đ: Kaitlyn Weaver / Andrew Poje           |
| 2019       | Saitama                                        | V: Nathan Chen B: Hanyu Yuzuru Đ: Vincent Zhou                  | V: Alina Zagitova B: Elizabet Tursynbaeva Đ: Evgenia Medvedeva             | V: Sui Wenjing / Han Cong B: Evgenia Tarasova / Vladimir Morozov Đ: Natalina Zabiiako / Alexander Enbert                | V: Gabriella Papadakis / Guillaume Cizeron B: Victoria Sinitsina / Nikita Katsalapov Đ: Madison Hubbell / Zachary Donohue |
| 2020       | Montréal                                       | Bị hủy do tác động xấu từ dịch Covid-19                         | Bị hủy do tác động xấu từ dịch Covid-19                                    | Bị hủy do tác động xấu từ dịch Covid-19                                                                                 | Bị hủy do tác động xấu từ dịch Covid-19                                                                                   |
| 2021       | Stockholm                                      |                                                                 |                                                                            | | |
| 2022       | Montpellier                                    |                                                                 |                                                                            | | |